# 夏時 (景泰進士)
夏時，浙江紹興府餘姚縣（今浙江省餘姚縣）人，明朝政治人物，同進士出身。

## 生平
景泰四年（1453年）癸酉科浙江鄉試舉人，景泰五年（1454年）聯捷甲戌科進士，改庶吉士。景泰七年，授刑科給事中。天順八年，改山東按察司僉事，隨後調任湖廣按察司僉事。